# Avocettula
Avocettula is een geslacht van vogels uit de familie kolibries (Trochilidae) en de onderfamilie Polytminae. Het geslacht telt één soort:
- Avocettula recurvirostris  – Vuurstaartkluutkolibrie